# دریاچه بویوک آلاگل
دریاچه بویوک آلاگل (ترکی آذربایجانی: Böyük Alagöl) یک دریاچه در شهرستان کلبجر جمهوری آذربایجان است. این دریاچه در فلات آتشفشانی قره‌باغ جای دارد. مساحت آن ۵٫۱ کیلومتر مربع (۲٫۰ مایل مربع) و حجم آب آن ۲۴٫۳ کیلومتر مکعب (۵٫۸ مایل مکعب) است. این دریاچه به دنبال جنگ قره‌باغ تحت کنترل نیروهای ارمنی قرار گرفت و به عنوان بخشی از استان شاهومیان جمهوری آرتساخ اداره شد. این دریاچه و منطقه کلبجر بر اساس توافقنامه آتش‌بس ناگورنو قره‌باغ به جمهوری آذربایجان بازگردانده شد.

## نگارخانه

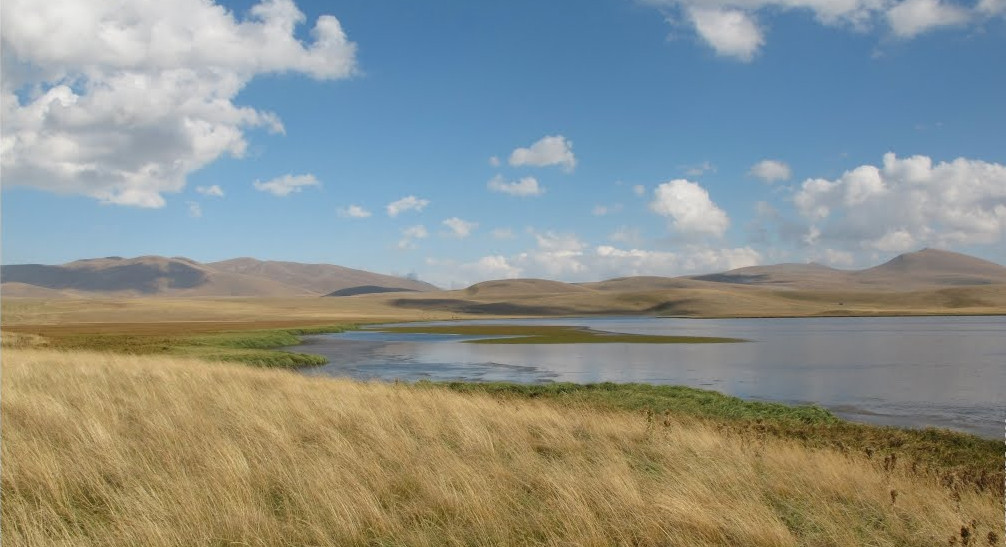
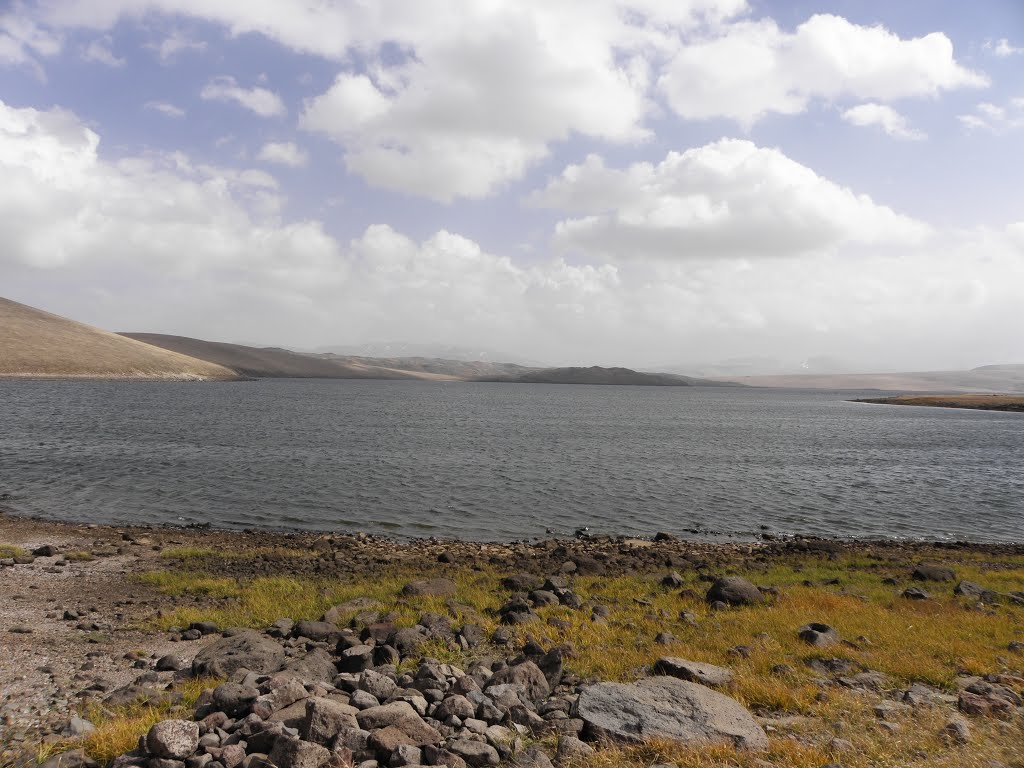
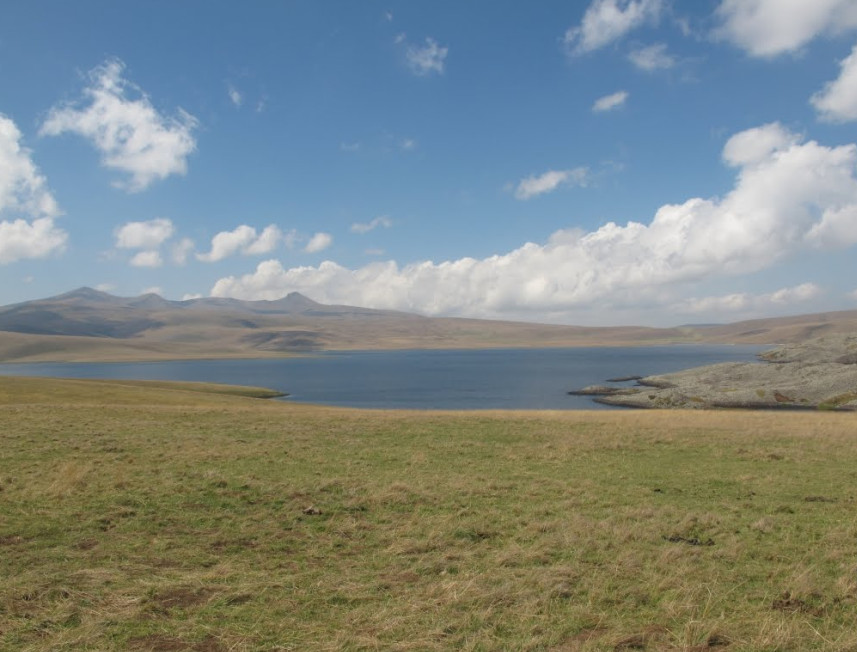